# Provincia de Almaty
Almatý (en kazajo: Алматы облысы) es una de las diecisiete provincias que conforman la República de Kazajistán. Su capital es Kapchagay.

## Geografía
Está ubicada en el extremo sureste del país, limitando al noreste con Jetisu, al este con China, al sur con Kirguistán, al oeste con Jambyl y al noroeste con el lago Baljash que lo separa de Karagandá; además rodea a la ciudad independiente de Almatý. El lago Balkhash (Balqash Koli en kazajo) está situado al noroeste. La cordillera del Trans-Ilí Alatáu, rama del Tian Shan, se extiende a lo largo de la frontera meridional con Kirguistán.
Tenía de superficie 224 000 km², por lo que fue la quinta provincia más extensa —después de Karagandá, Aktobé, Kazajistán Oriental y Kyzylorda— hasta el 16 de marzo del 2022; cuando la parte noreste se escindió para crear la nueva provincia de Jetisu, pasando a renombrarse como la provincia de Almatý y su nueva capital pasó a ser la ciudad de Konaev. Sus nuevos límites son al norte con la nueva provincia de Jetisu y Karagandá, al oeste con la provincia de Jambyl, al sur con Kirguistán y al este con China.

## Población
Con 1 603 000 habs. en 2009, la segunda más poblada —por detrás de Turkestán— y con 21 hab/km², la más densamente poblada.

## Historia
La provincia de Alma Ata, precursora de la actual provincia de Almatý, fue creada a partir de la región histórica de Zhetysu el 10 de marzo de 1932. Su capital era Almá-Atá (Almatý). Durante el periodo soviético la parte noreste de la provincia, centrada en Taldykorgan, fue separada del resto. En abril de 2001 el centro administrativo de la provincia fue trasladado desde Almatý a Taldykorgán.

## Atracciones turísticas
- Petroglifos de Tamgaly. Declarado Patrimonio de la Humanidad por la Unesco en 2004.

## Divisiones administrativas

Distritos de la provincia de Almatý.

La provincia está dividida administrativamente en diez distritos y la ciudad de Konaev.
- Distrito de Balkhash, su centro administrativo es Bakanas;
- Distrito de Enbekshikazakh, su centro administrativo es Esik;
- Distrito de Ile, su centro administrativo es Otegen Batyr;
- Distrito de Karasay, su centro administrativo es Kaskelen;
- Distrito de Kegen, su centro administrativo es Kegen;
- Distrito de Raiymbek, su centro administrativo es Narynkol;
- Distrito de Talgar, su centro administrativo es Talgar;
- Distrito de Alatau, su centro administrativo es Alatau;
- Distrito Uigur, su centro administrativo es Chundzha;
- Distrito de Zhambyl, su centro administrativo es Uzynagash;
- Ciudad de Konaev;